# Nacional FC (Manaus)
Az Nacional Futebol Clube vagy Nacional (AM), egy 1913-ban Manausban létrehozott brazil labdarúgócsapat. Amazonas legsikeresebb együttese, 42 alkalommal nyerte meg az állami bajnokságot. A csapat az Amazonense bajnokság, valamint az országos bajnokság negyedosztályának, a Série D-nek a tagja.

## Sikerlista

### Állami
- 43-szoros Amazonense bajnok: 1916, 1917, 1918, 1919, 1920, 1922, 1923, 1933, 1936, 1937, 1939, 1941, 1942, 1945, 1946, 1950, 1957, 1963, 1964, 1968, 1969, 1972, 1974, 1976, 1977, 1978, 1979, 1980, 1981, 1983, 1984, 1985, 1986, 1991, 1995, 1996, 2000, 2002, 2003, 2007, 2012, 2014, 2015

### Nemzetközi
- 1-szeres Király-kupa győztes: 1984

## Játékoskeret
2015-ben
| # |     | Poszt | Név              |
| - | --- | ----- | ---------------- |
|   | BRA | K     | Rodrigo Ramos    |
|   | BRA | K     | Wagner Coradin   |
|   | BRA | K     | Thiago Neves     |
|   | BRA | V     | Kelvin           |
|   | BRA | V     | Maurício Leal    |
|   | BRA | V     | João Rodrigo     |
|   | BRA | V     | Peter            |
|   | BRA | V     | Robinho          |
|   | BRA | V     | Airton           |
|   | BRA | V     | Thyago Fernandes |
|   | BRA | V     | Andrezinho       |
|   | BRA | V     | Luan             |
|   | BRA | KP    | Raílson          |
|   | BRA | KP    | Thiago Marin     |
|   | BRA | KP    | Tiago Costa      |

| # |     | Poszt | Név            |
| - | --- | ----- | -------------- |
|   | BRA | KP    | Lidio          |
|   | BRA | KP    | Weverton       |
|   | BRA | KP    | Bruno Potiguar |
|   | BRA | KP    | Charles        |
|   | BRA | KP    | Denis          |
|   | BRA | KP    | Evandro        |
|   | BRA | KP    | Felipe Manoel  |
|   | BRA | KP    | Fininho        |
|   | BRA | KP    | Jhuan Negrete  |
|   | BRA | KP    | Júnior Paraíba |
|   | BRA | CS    | Fumaça         |
|   | BRA | CS    | Hyantony       |
|   | BRA | CS    | Tiago Verçosa  |
|   | BRA | CS    | Wanderley      |
|   | BRA | CS    | Léo            |